# Alfred-Müller-Armack-Berufskolleg
Das Alfred-Müller-Armack-Berufskolleg (kurz AMA Köln) ist ein kaufmännisches Berufskolleg der Stadt Köln. Es ist benannt nach Alfred Müller-Armack, dem bekannten deutschen Nationalökonom und Urheber des Begriffs sowie Mitbegründer der Sozialen Marktwirtschaft.

## Aufbau
Das AMA Köln umfasst eine Berufsschule für die Ausbildung bei Banken und in Verkehrs- und Logistikberufen, eine Berufsfachschule für die Vorbereitung auf einen kaufmännischen Beruf, ein berufliches Gymnasium (Wirtschaftsgymnasium) sowie eine Fachschule für das berufsbegleitende Studium zum staatlich geprüften Betriebswirt (Bachelor Professional). Als Berufsfachschule ist das AMA Köln als NRW-Sportschule Mitglied im „Verbund Sportbetonte Schulen Köln“ und „Eliteschule des Fußballs“ des Deutschen Fußball-Bundes.
Die Fachschulen für Betriebswirtschaft kooperieren mit der Europäischen Fachhochschule (EUFH) im benachbarten Brühl. Nach Abschluss der Fachschule am AMA Köln werden auf einen berufsbegleitenden Bachelor-Studiengang an der EUFH 90 Credit-Points angerechnet, das heißt, die „Staatlich geprüften Betriebswirte/innen“ treten in das 4. Semester des Bachelor-Studiums ein. Auf dem Campus an der Brüggener Straße 1 im Kölner Stadtteil Zollstock stehen insbesondere mit der Errichtung des neuen Schulgebäudes im Jahr 2008 Unterrichtsräume mit modernen Medien und Lehrmitteln zur Verfügung.

## Geschichte
Die Gründung der „Kaufmännischen Fortbildungsschule der Stadt Köln“ 1891/1892 war Keimzelle des kaufmännischen Berufsschulwesens in Köln. 1920/1938 wurden erste Fachklassen eingerichtet, unter anderem für die Ausbildung bei Speditionen und Banken. Zwischen 1956 und 1972 wurde das kaufmännische Schulwesens der Stadt Köln mehrfach nach Wirtschaftszweigen und Branchenschwerpunkten neugeordnet, die Kaufmännischen Berufsschule I für die Bereiche Spedition, Kreditgewerbe und Reiseverkehr zuständig. 1978 wurde in den Bankfachklassen Blockunterricht eingeführt sowie eine Höhere Handelsschule für Abiturienten eingerichtet. 1980/1992 entstanden Fachklassen für die Bundesbahn, für die Lagerwirtschaft und für Jugendliche ohne Ausbildungsverhältnis. 1992 wurde eine zweijährige Höhere Handelsschule eingerichtet, 1989/1999 folgten weitere Fachklassen für neu geordnete bzw. neu eingeführte Ausbildungsberufe, zum Beispiel Kaufleute für Verkehrsservice, Kaufleute für Tourismus und Freizeit in Kooperation der Abteilung Spedition mit der EUFH. 1999 erhielt die Schule den Namen Alfred-Müller-Armack-Berufskolleg.
2001 wurden Fachschulen für Logistik, Tourismus und Finanzdienstleistungen eingerichtet. 2002/2008 erfolgte eine Schulentwicklung im Modellprojekt „Selbstständige Schule“ und die Einführung des Kombimodells „Schule – Praktikum“ und der dreijährigen Höheren Handelsschule für Leistungssportler. Am 23. Oktober 2008 wurde das neue Schulgebäude des AMA Köln auf dem Campus in Zollstock durch den Kölner Oberbürgermeister Fritz Schramma eingeweiht. 2009 ernannte der Fußballbund das Kolleg zur Eliteschule des Fußballs, das jetzt auch Mitglied im „Verbund Sportbetonte Schulen Köln“ wurde. 2010 schloss sich das AMA Köln dem Netzwerk „Schule ohne Rassismus – Schule mit Courage“ an.